# Prêmio Saci
O Prêmio Saci foi uma premiação criada em 1951 pelo jornal paulista O Estado de S. Paulo que era dada anualmente aos melhores da produção brasileira de cinema. Já em 1952 o prêmio passou a englobar as produções de teatro. Durante as décadas de 1950 e 1960 foi a maior premiação do cinema nacional.
Tinha como estatueta o saci, famosa figura do folclore brasileiro, sugerido por um leitor por meio de um concurso aberto pelo jornal. O troféu foi esculpido pelo artista plástico Victor Brecheret.
Ao longo de quase 20 anos o prêmio fora concedido a importantes artistas nacionais, como Ziembinski, Fernanda Montenegro, Eva Wilma, Ruth de Souza, Tônia Carrero, Odete Lara, Glauce Rocha, Jorge Dória , Nydia Licia , Mário Sérgio, Paulo Autran e  Cacilda Becker.  

## Prêmios

### Cinema
- Melhor Filme
- Melhor Diretor
- Melhor Ator
- Melhor Atriz
- Melhor Ator Coadjuvante
- Melhor Atriz Coadjuvante
- Melhor Roteiro
- Melhor Edição
- Melhor Fotografia
- Melhor Trilha Musical
- Melhor Direção de Arte
- Melhor Produtor

### Teatro
- Melhor Espetáculo
- Melhor Diretor
- Melhor Ator
- Melhor Atriz
- Melhor Ator Coadjuvante
- Melhor Atriz Coadjuvante
- Melhor Autor Nacional
- Melhor Cenógrafo